# Billy Gabor
Billy Gabor, właśc. William A. Gabor (ur. 13 maja 1922 w Binghamton, zm. 4 czerwca 2019) – amerykański koszykarz, występujący na pozycji rozgrywającego, uczestnik meczu gwiazd NBA, weteran II wojny światowej.
Jego karierę akademicką przerwał obowiązkowy pobór do wojska. W latach 1943–1945 służył w Korpusie Powietrznym Armii Stanów Zjednoczonych. Po dwóch latach powrócił na uczelnię Syracuse.
Został pierwszym zawodnikiem w historii uczelni Syracuse, który uzyskał łącznie co najmniej 400 punktów w trakcie pojedynczego sezonu. Podczas kampanii 1946-47 zdobył ich 409. Był również pierwszym graczem, który przekroczył barierę 1000 punktów, uzyskanych w trakcie całej kariery uczelnianej. Opuszczał uczelnię jako strzelecki lider wszech czasów z łącznym dorobkiem 1344 zdobytych punktów. Jego rekord przetrwał prawie dwie dekady, zanim nie został poprawiony przez Dave’a Binga.
W 1947 i 1948 roku grał także w baseball.
W drafcie 1948 roku został wybrany przez klub Rochester Royals, jednak swoją karierę rozpoczął w barwach Syracuse Nationals, z którymi występował do końca swojej przygody z NBA. W swoim najbardziej udanym statystycznie sezonie (1950/51) notował średnio 11,3 punktu, 2,5 zbiórki	oraz 2 asysty. Dwa lata później zaliczył występ meczu gwiazd.
Kontuzje zmusiły go do przedwczesnego zakończenia kariery. Po rozegraniu 3 spotkań sezonu 1954/55 zdecydował się opuścić ligę. Nationals zdobyli wtedy mistrzostwo NBA.
1 marca 2009 roku uczelnia Syracuse zastrzegła należący do niego numer 17. Stał się dziewiątym zawodnikiem uhonorowanym w ten sposób. Pozostali to: Dave Bing, Derrick Coleman, Sherman Douglas, Vic Hanson, Billy Owens, Wilmeth Sadat-Singh, Rony Seikaly, Dwayne „Pearl” Washington.

## Osiągnięcia
NCAA
- Zaliczony do składu All-American (1947)[3]
- Uczelnia z Syracuse zastrzegła należący do niego numer 17 (2009)[2]
- Wybrany do[3]:
  - Galerii Sław Syracuse (1989)
  - składu stulecia Syracuse University (2000)

NBA
- Uczestnik meczu gwiazd NBA (1953)[5]